# Перспектива (театр)
Альтернативный театр «Перспектива» — первый частный профессиональный театр в Уфе. Основатели театра — актриса Анна Бурмистрова и бизнесмен Яков Ривкин.

## История театра
Театр был открыт 27 ноября 2010 года. Первой постановкой стала премьера трагикомедии Дарио Фо — «Не играйте с архангелами». Режиссёром-постановщиком спектакля стал петрозаводский режиссёр Олег Липовецкий (художник — Владимир Королев, хореограф-постановщик — Ирина Новик).
В настоящее время в театре играют профессиональные актёры и студенты Уфимской государственной академии искусств. В альтернативном театре «Перспектива» играют также и актёры НМТ РБ им. Мустая Карима. Спектакли театра проходят в зале «Колизео» в РК «Огни Уфы».

## Репертуар
- «Не играйте с архангелами» — Д. Фо
- «Два Ивана» — Ю. Ким
- «Дорогая Елена Сергеевна» — Л. Разумовская
- «Возвращение на Бродвей» — В. Аношкин
- «Монологи V» — И. Энцлер